# ワールド・シリーズ・オブ・ファイティング (日本)
ワールド・シリーズ・オブ・ファイティング・ジャパン（World Series of Fighting JAPAN, WSOFJAPAN）は、東京都新宿区を拠点として旗揚げする予定だった総合格闘技の大会。　

## 概要
パンクラスを主催するスマッシュ代表取締役でもある酒井正和がWSOF JAPANの設立及び代表に就任し、2014年3月に第一回大会を予定していた。
また、WSOFとパンクラスの業務提携も開始し、同代表は「パンクラスにWSOFの選手が上がる」「UFCなど他のプロモーションに上がりたい選手は、もちろん自分の考えでUFCを選ぶこともできる。WSOFはそのようなことを気にする団体ではない」「ケージを導入すると、パンクラス・ゲートもケージで行う」ことを明言、JMLなどアマチュア組織とも話し合いの場を持つことも明らかにした。
2014年1月、過去に存在したSRC（戦極）の権利を管理しているSRCエンタテインメントと提携を結び、SRCのアーカイブも活かす予定と報じられた。
ところが、それ以降の新たな発表はなく、公式HPもオープンされぬまま閉鎖し、第一回大会の予定期日を過ぎた。
2016年2月7日、WSOF JAPANとは別組織である中国のWSOF GCにより「WSOF GC 2: Japan 1」が開催された。

## ルール
試合は10角形（デカゴン）ケージを使用して行われる予定だった。ユニファイドルール。

## 階級・王座一覧
ヘビー級からバンタム級までの7階級制であり、重量区分はネバダ州アスレチック・コミッションの階級制に準拠する予定だった。